# Azita Emami
Azita Emami-Neyestanak é a professora de Engenharia Elétrica e Engenharia Médica de Andrew e Peggy Cherng na CalTech. Emami trabalha em circuitos de modo misto de baixa energia em tecnologias escalonáveis. Ela é diretora executiva do Departamento de Engenharia Elétrica e pesquisadora do Heritage Medical Research Institute.

## Juventude e educação
Emami nasceu em Nain, Iran, estudou em uma escola só para garotas, onde se interessou por design de hardware. Ganhou seu diploma de bacharel em engenharia eletrônica na Sharif University of Technology em 1996. Durante seu curso de graduação, ela criou um sintetizador de alto desempenho com técnicas Direct Digital. Ela entrou na Stanford University  por seus estudos de pós-graduação, ganhando um mestrado em 1999 e um doutorado em 2004. Na Stanford University foi membro do grupo de pesquisa de grande escala integrada (VLSI), onde trabalhou em circuitos integrados e projeto de sistemas. Ela se uniu ao Thomas J. Watson Research Center em 2004, trabalhando em tecnologias de comunicação. Ela foi professora assistente na Columbia University de 2006 a 2007. Seus primeiros trabalhos usaram simulações e medições para avaliar a tecnologia CMOS operando a taxas sub-Nyquist.

## Pesquisa e carreira
Emami se juntou ao California Institute of Technology em 2007. Ela recebeu o National Science Foundation CAREER Award por investigar sistemas integrados em 2008, estudando as conexões eletro-ópticas em sistemas integrados. Ela recebeu uma doação da Fundação Okawa em 2010, permitindo que ela investigasse o projeto de sensores de alto desempenho. Em 2015, Emami foi nomeada investigadora principal do Heritage Medical Research Institute.
O trabalho de Emami envolve o design de formas eficientes de energia para fazer a interface dos mundos da informação e da física. Seu grupo de pesquisa, o MICS (Mixed-mode Integrated Circuits and Systems), estuda circuitos para comunicação de dados, sensores e dispositivos biomédicos. Emami se concentra em dispositivos de baixo consumo de energia, como microdispositivos que podem atuar como fotorreceptores para pessoas que sofrem de perda de visão. Ela alcança baixo consumo de energia usando técnicas de clock. Os dispositivos tipo fotorreceptor podem transmitir informações aos nervos retinais e, crucialmente, podem operar com baixa potência, pois qualquer superaquecimento pode danificar o tecido humano.
Em colaboração com o Doheny Eye Institute, Emami desenvolveu implantes oculares de retina que foram baseados em circuitos flexíveis de ultra baixa potência. Os circuitos incluíam centenas de eletrodos que poderiam ser usados para estimular as células no olho. Projetar componentes eletrônicos para o olho não é trivial - ao contrário da maioria dos circuitos, eles não podem ser planos. Emami colaborou com um especialista em origamis para desenvolver um implante que pudesse combinar com o contorno de uma retina. Após este projeto, Emami trabalhou com Yu- Chong Tai para criar pressão intraocular sensores que podem monitorar a pressão ocular em pacientes que sofrem glaucoma. Para garantir que os sensores sejam biocompatíveis, a Emami os encapsulou em ‘parylene-on-oil’, uma bolha de óleo de silicone cercada por parylene. Trabalhando com Axel Scherer, Emami desenvolveu um monitor de glicose implantável que pode transmitir informações via bluetooth para um leitor vestível onde os sensores podem alertar os médicos no caso de queda ou pico de açúcar no sangue. Uma de suas alunas de graduação propôs uma maneira de o sensor de glicose operar em baixa potência, usando uma conversão analógica para digital.
Na sua posição no Heritage Medical Research Institute, Emami cria microdispositivos que podem ser usados para monitorar a saúde e fornecer tratamento dentro dos corpos dos pacientes.   Emami desenvolveu um biossensor que pode monitorar continuamente informações vitais, incluindo açúcar no sangue, níveis de pH e cortisol, além de atuar como um sistema terapêutico, liberando insulina ou outro medicamento. Ela colaborou com Mikhail Shapiro para desenvolver um dispositivo chamado Addressable Transmitters Operated as Magnetic Spins (ATOMS), que usa princípios imagem de ressonância magnética para localizar dispositivos no corpo. Os chips ATOMS contêm ressonadores integrados, sensores e tecnologia de transmissão sem fio, o que permite que eles sejam localizados usando campos magnéticos. Seu grupo está atualmente avaliando o desempenho do ATOMS in vitro e in vivo, monitorando a migração de dispositivos em camundongos vivos e criando a plataforma que permitirá a navegação em cirurgias de alta precisão. Ela também investigou interfaces neurais eficientes.   Em 2017 Emami foi nomeada Professora de Engenharia Elétrica e Engenharia Médica da Andrew e Peggy Cherng na CalTech. A cadeira foi doada pelos co-fundadores de Panda Express.

## Serviços acadêmicos
Emami é editora associada do Institute of Electrical and Electronics Engineers (IEEE) Journal of Solid State Circuits e tem servido ao IEEE SSCS como professora ilustre. Ela trabalha como Executive Officer do Department of Electrical Engineering na CalTech. Juntamente com sua pesquisa acadêmica, a Emami trabalha em iniciativas para melhorar a diversidade na engenharia.